# Histiobranchus australis
Histiobranchus australis är en fiskart som först beskrevs av Regan, 1913.  Histiobranchus australis ingår i släktet Histiobranchus och familjen Synaphobranchidae. Inga underarter finns listade i Catalogue of Life.